# Schwarzenstein (Alpes de Zillertal)
Le Schwarzenstein (en italien : Sasso Nero) est une montagne qui s’élève à 3 369 m d’altitude dans les Alpes de Zillertal, à la frontière entre l'Autriche et l'Italie.